# Gage Hecht
Pour les articles homonymes, voir Hecht.
Gage Hecht, né le 18 février 1998, est un coureur cycliste américain, spécialiste du cyclo-cross.

## Palmarès en cyclo-cross
- 2014-2015
  -  Champion panaméricain de cyclo-cross juniors
  -  Champion des États-Unis de cyclo-cross juniors
  - Providence CX Festival Junior (1), Providence
  - Duinencross juniors, Coxyde
- 2015-2016
  -  Champion des États-Unis de cyclo-cross juniors
  -  Médaillé d'agent du championnat panaméricain de cyclo-cross juniors
- 2016-2017
  -  Médaillé d'agent du championnat panaméricain de cyclo-cross espoirs
  - 2e du championnat des États-Unis de cyclo-cross espoirs
- 2017-2018
  -  Champion panaméricain de cyclo-cross espoirs
  - 9e du championnat du monde de cyclo-cross espoirs
- 2018-2019
  -  Champion panaméricain de cyclo-cross espoirs
  - US Open of Cyclocross #1, Boulder City
  - Cincinnati Cross @ Devou Park, Covington
  - Silver Goose Cyclocross Festival, Midland
  - Resolution Cross Cup #1, Garland
  - Resolution Cross Cup #2, Garland
  - Ruts N Guts #1, Broken Arrow
  - Ruts N Guts #2, Broken Arrow
  - 3e du championnat des États-Unis de cyclo-cross
- 2019-2020
  -  Champion panaméricain de cyclo-cross espoirs
  -  Champion des États-Unis de cyclo-cross
- 2021-2022
  - North Carolina Grand Prix, Hendersonville
  - 3e du championnat des États-Unis de cyclo-cross
- 2023-2024
  -  Médaillé de bronze du championnat panaméricain de cyclo-cross

## Palmarès sur route

### Par année
- 2013
  - 2e du championnat des États-Unis du contre-la-montre U17
  - 3e du championnat des États-Unis sur route U17
- 2015
  - 1re étape du Tour d'Irlande juniors (contre-la-montre)
  - 2e du championnat des États-Unis sur route juniors
  - 3e du championnat des États-Unis du contre-la-montre juniors
- 2016
  -  Champion des États-Unis sur route juniors
  - 2e et 3e étapes de la Steamboat Stage Race
  - 3e du championnat des États-Unis du contre-la-montre juniors
- 2017
  - Oredigger Classic
  - 4e étape de la Redlands Bicycle Classic
  - 2e du championnat des États-Unis sur route espoirs
- 2018
  -  Champion des États-Unis du contre-la-montre espoirs
  -  Champion des États-Unis du critérium espoirs
  - Boise Twilight Criterium
  - 1re étape de la Colorado Classic
- 2019
  - 2e du championnat des États-Unis du contre-la-montre espoirs
- 2021
  - 3e étape de la Joe Martin Stage Race
  - 2e de la Joe Martin Stage Race

### Classements mondiaux
| Année            | 2017 |
| ---------------- | ---- |
| UCI America Tour | 470e |